# Въезд Генриха Валуа в Краков
«Въезд Генриха Валуа в Краков» (пол. Wjazd Henryka Walezego do Krakowa) — рисунок польского художника Яна Матейко на исторический сюжет, созданный в 1853 году. Относится к периоду учёбы живописца в Краковской школе изобразительных искусств. Матейко изобразил реальное событие, которое произошло в 1573 году: французский принц Генрих, избранный королём Речи Посполитой, въехал в столицу страны. Монарх изображён верхом на коне, под паланкином.
Рисунок хранится в Национальном музее во Вроцлаве.